# Empire Award du meilleur film britannique
Les Empire Awards du meilleur film britannique sont des prix qui sont décernés chaque année depuis 1996 par le magazine de cinéma britannique Empire.
Les récompenses sont votées par les lecteurs du magazine, choisissant dans une liste de films sortis l'année précédant celle de la cérémonie.

## Palmarès

### Années 1990
- 1996 : Petits meurtres entre amis (Shallow Grave)
- 1997 : Trainspotting
- 1998 : The Full Monty - Le Grand Jeu (The Full Monty)
- 1999 : Arnaques, Crimes et Botanique (Lock, Stock and Two Smoking Barrels)
  - 24 heures sur 24 (Twenty Four Seven)
  - Elizabeth
  - My Name Is Joe
  - Pile et Face (Silding Doors)

### Années 2000
- 2000 : Coup de foudre à Notting Hill (Notting Hill)
  - Fish and Chips (East Is East)
  - Human Traffic
  - Little Voice
  - Shakespeare in Love
- 2001 : Billy Elliot
  - Les Cendres d'Angela (Angela's Ashes)
  - Chicken Run
  - Snatch : Tu braques ou tu raques (Snatch)
  - Topsy-Turvy
- 2002 : Le Journal de Bridget Jones (Bridget Jones’s Diary)
  - Enigma
  - Lucky Break
  - Mike Bassett: England Manager
  - The Parole Officer
- 2003 : 28 jours plus tard (28 Days Later...)
  - 24 Hour Party People (Twenty Four Hour Party People)
  - Pour un garçon (About a Boy)
  - Joue-la comme Beckham (Bend It Like Beckham)
  - Le Gourou et les Femmes (The Guru)
- 2004 : Love Actually
  - Bright Young Things
  - Calendar Girls
  - Johnny English
  - Young Adam
- 2005 : Shaun of the Dead
  - Bridget Jones : L'Âge de raison (Bridget Jones: The Edge of Reason)
  - Dead Man's Shoes
  - Délires d'amour (Enduring Love)
  - Layer Cake
- 2006 : Orgueil et Préjugés (Pride & Prejudice)
  - Wallace et Gromit : Le Mystère du lapin-garou (The Curse of the Were-Rabbit)
  - The Descent
  - Harry Potter et la Coupe de feu (Harry Potter and the Goblet of Fire)
  - H2G2 : le guide du voyageur galactique (The Hitchhiker's Guide to the Galaxy)
  - Stoned
- 2007 : Vol 93 (United 93)
  - Confetti
  - The Queen
  - Starter for 10
  - Tournage dans un jardin anglais (Tristram Shandy: A Cock and Bull Story)
- 2008 : Reviens-moi (Atonement)
  - Control
  - Hot Fuzz
  - Sunshine
  - This Is England
- 2009 : RocknRolla
  - Eden Lake
  - Hunger
  - Bons baisers de Bruges (In Bruges)
  - Le Fils de Rambow (Son of Rambow)

### Années 2010
- 2010 : Harry Brown
  - Une éducation (An Education)
  - L'Imaginarium du docteur Parnassus (The Imaginarium of Doctor Parnassus)
  - In The Loop
  - Nowhere Boy
- 2011 : Kick-Ass
  - 127 heures (127 Hours)
  - We Are Four Lions (Four Lions)
  - Le Discours d'un roi (The King's Speech)
  - Monsters
- 2012 : La Taupe (Tinker Tailor Soldier Spy)
  - Attack the Block
  - Les Boloss (The Inbetweeners Movie)
  - Submarine
  - Tyrannosaur
- 2013 : Sightseers
  - Dredd
  - Les Misérables
  - Skyfall
  - La Dame en noir (The Woman in Black)
- 2014 : Le Dernier Pub avant la fin du monde (The World's End)
  - Alan Partridge: Alpha Papa
  - Filth
  - Rush
  - Sunshine on Leith
- 2015 : Kingsman : Services secrets (Kingsman: The Secret Service)
  - Imitation Game (The Imitation Game)
  - Paddington
  - Une merveilleuse histoire du temps (The Theory of Everything)
  - Under the Skin
- 2016 : 007 Spectre (Spectre)
  - 45 ans (45 Years)
  - Legend
  - Macbeth
  - Les Suffragettes (Suffragette)
- 2017 : Moi, Daniel Blake (I, Daniel Blake)
  - Eddie the Eagle
  - Les Animaux fantastiques (Fantastic Beasts and Where to Find Them)
  - High-Rise
  - The Last Girl : Celle qui a tous les dons (The Girl with All the Gifts)
- 2018 : Seule la Terre (God's Own Country)
  - Les Heures sombres (Darkest Hour)
  - La Mort de Staline (The Death of Stalin)
  - Dunkerque (Dunkirk)
  - Paddington 2